# Mediodactylus kotschyi
Il geco di Kotschy (Mediodactylus kotschyi (Steindachner, 1870)) è un sauro della famiglia dei Gekkonidi. A differenza della maggior parte dei gechi, non possiede la struttura lamellare caratteristica della famiglia sotto le dita, le quali somigliano più alle dita dei lacertidi che a quelle dei gechi.

## Descrizione
La colorazione prevalente è grigia in varie tonalità, a seconda dell'habitat dove vive.
Presentano bande trasversali più scure o più chiare sul dorso, che alle volte possono anche mancare.
Da adulti di solito non superano la lunghezza di 5,5 cm tra la punta del muso e cloaca.
Sul dorso e sulla coda sono presenti tubercoli conici e triangolari che non ricompaiono sulla coda rigenerata.
Le dita -5 per ogni arto- sono sottili, senza struttura lamellare, e terminano con degli artigli utili per arrampicarsi.
La pupilla è verticale.

## Biologia
Semidiurno.
È insettivoro e si nutre di piccoli artropodi.
Le femmine depongono una o due uova per volta in anfratti sicuri tra le rocce o le pietre.

## Distribuzione e habitat

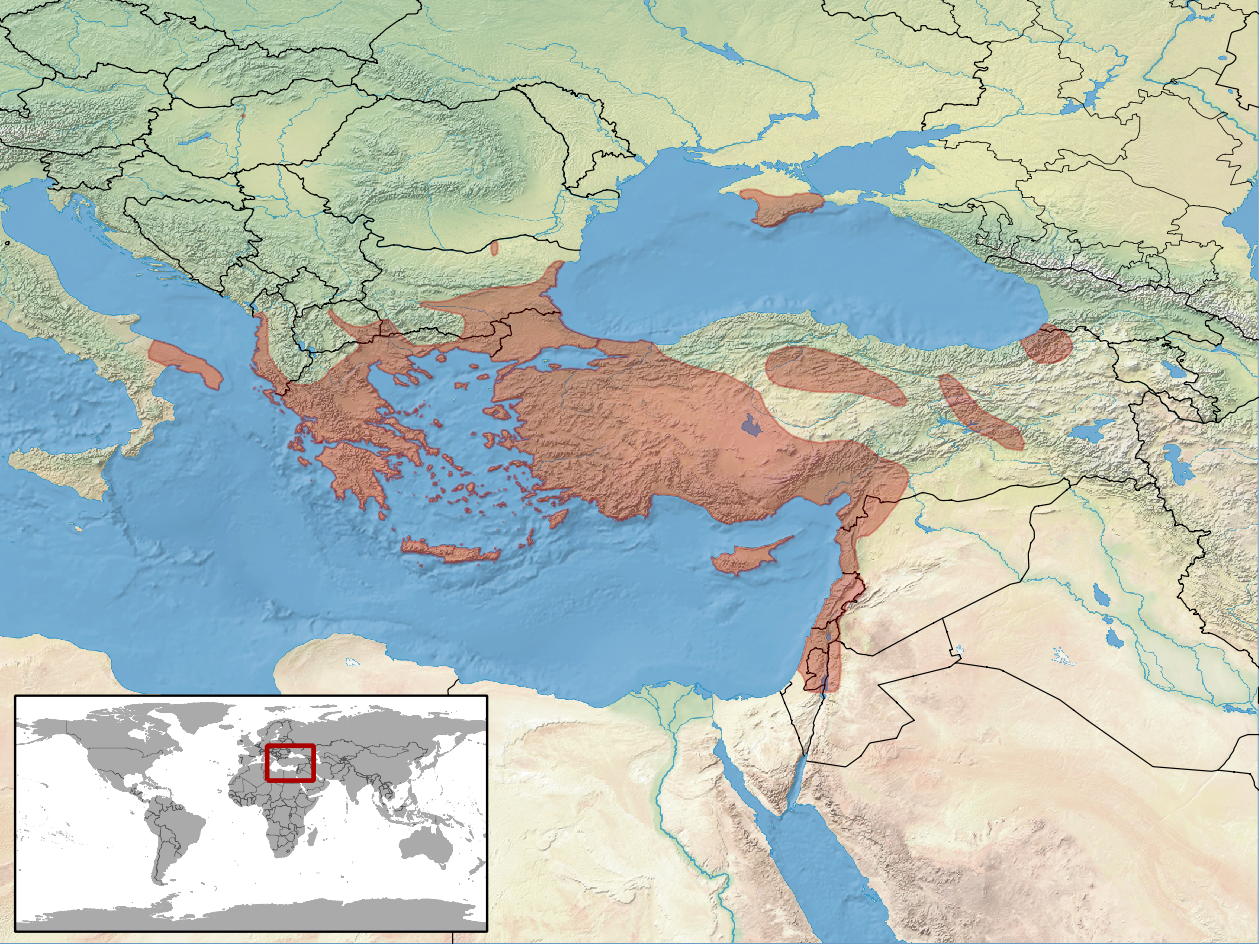
Areale

La specie gravita intorno al Mar Mediterraneo orientale e in particolare intorno al Mar Egeo.
È presente in Italia, Albania, Grecia, Ungheria (introdotto), Macedonia del Nord, Serbia (presente in un'unica località), Bulgaria, Turchia, Cipro, Ucraina, Georgia, Siria, Libano, Giordania ed Israele.
In Italia si trova nella metà meridionale della Puglia ed in alcune zone della Basilicata sud-orientale. Segnalazioni recenti ne suggeriscono la presenza anche in alcune località del Nord Italia, con popolazioni probabilmente già naturalizzate a Paiane (frazione di Ponte nelle Alpi) e nel centro storico di Ferrara e Venezia.
Frequenta zone aride a macchia mediterranea, aree rocciose, alberi e muretti a secco.

## Tassonomia
Sono state descritte le seguenti sottospecie:
- M. k. kotschyi (Steindachner, 1870) - sottospecie nominale, diffusa in Grecia
- M. k. adelphiensis (Beutler & Gruber, 1977)
- M. k. bartoni (Stepànek, 1934)
- M. k. beutleri (Baran & Gruber, 1981)
- M. k. bibroni (Beutler & Gruber, 1977) - diffusa in Grecia, isole dell'Egeo, Albania, Italia
- M. k. bolkarensis Rösler, 1994 - Turchia meridionale (parte settentrionale delle Montagne di Bolkar)
- M. k. buchholzi (Beutler & Gruber, 1977) - Isola di Sifnos
- M. k. ciliciensis (Baran & Gruber, 1982) - Turchia
- M. k. colchicus (Nikolosky, 1902)
- M. k. concolor (Bedriaga, 1882)
- M. k. danilewskii (Strauch, 1887) - Bulgaria (Costa del Mar Nero), Ucraina (Crimea meridionale)
- M. k. fitzingeri (Stepànek, 1937) - Cipro
- M. k. fuchsi (Beutler & Gruber, 1977)
- M. k. kalypsae (Stepànek, 1939)
- M. k. karabagi (Baran & Gruber, 1981)
- M. k. lycaonicus (Mertens, 1952)
- M. k. maculatus (Bedriaga, 1882) - Grecia
- M. k. oertzeni (Boettger, 1888) - Dodecaneso
- M. k. orientalis (Stepànek, 1937) - Libano
- M. k. ponticus (Baran & Gruber, 1982)
- M. k. rumelicus (Müller, 1940) - Bulgaria
- M. k. saronicus (Werner, 1937) - isola di Paros
- M. k. schultzewestrumi (Beutler & Gruber, 1977)
- M. k. skopjensis (Karaman, 1965) - Macedonia del Nord
- M. k. solerii (Wettstein, 1937) - Grecia
- M. k. steindachneri (Stepànek, 1937)
- M. k. stepaneki (Wettstein, 1937)
- M. k. syriacus (Stepànek, 1937) - Turchia, Siria
- M. k. tinensis (Beutler & Frör, 1980) - isole di Tinos e Naxos (Grecia)
- M. k. unicolor (Wettstein, 1937)
- M. k. wettsteini (Stepànek, 1937)